# نوری کامل اوتای
نوری کامل اوتای (به ترکی استانبولی: Nuri Kamil Otay) (زاده ۲۸ مارس ۱۹۵۷ - درگذشته ۶ فوریه ۲۰۱۲) کارآفرین، بازرگان و مدیر ارشد اجرایی ترکیه‌ای بود، که به‌عنوان مدیر عامل اجرایی شرکت فورد اتوسان فعالیت می‌کرد.